# Низамходжаев, Джамал Низамходжаевич
Джамал Низамходжаевич Низамходжаев (15 декабря 1921, Ташкент, Туркестанская АССР, РСФСР, СССР — 26 сентября 1992, Ташкент, Узбекистан) — советский и узбекский певец. Народный артист Узбекской ССР (1964).

## Биография
Родился Джамал Низамходжаевич Низамходжаев 15 декабря 1921 года в Ташкенте.
В 1965 году окончил Ташкентскую консерваторию у В. П. Давлета.
С 1939 года был солистом Узбекского театра оперы и балета.
Выступал как камерный певец. С 1962 года вёл педагогическую деятельность.
Был членом Коммунистической партии Советского Союза в 1954—1991 годах.

В творчестве Низамходжаева удачно сочетаются традиции национального пения с европейской вокальной школой.
— Низамходжаев Джамал Низамходжаевич // Театральная энциклопедия / гл. ред.  П. А. Марков. — М. : Советская энциклопедия, 1965. — Т. 4. Нежин — Сярев. — 1152 стб. — 40 500 экз.
Умер 26 сентября 1992 года в Ташкенте.

## Творчество

### Вокальные партии
- Томский, Роберт («Пиковая дама», «Иоланта»)
- Грязной («Царская невеста»)
- Эскамильо, Зурга («Искатели жемчуга»)
- Валентин («Фауст»)
- Сильвио («Паяцы»)
- Татул («Алмаст»)
- Ибрагим, Меджнун («Гюльсара», «Лейли и Меджнун»)
- Буран («Буран»)
- Шодман («Хамза»)
- Хаджи Дарга («Проделки Майсары»)

### Фильмография
- 1968 — Дилором — Ардашер (вокал)
- 1970 — Интеграл — толстяк

## Награды
- 1959 — Орден «Знак Почёта»[1]
- 1964 — Народный артист Узбекской ССР[2]